# 대구중부경찰서
대구중부경찰서(大邱中部警察署, Daegu Jungbu Police Station)는 대구광역시경찰청이 관할하는 경찰서 중 하나이다. 대구광역시 중구를 관할한다. 대구광역시 중구 경상감영길 55에 위치하고 있다.
서장은 총경으로 보한다.

## 기본 정보
- 주소: 대구광역시 중구 경상감영길 55

## 연혁
- 1945년 10월 21일 국립경찰 창설과 함께 대구경찰서 개서
- 1979년 10월 15일 대구중부경찰서로 개칭
- 1981년 7월 1일 대구직할시 승격으로 대구직할시 중부경찰서로 개칭
- 1995년 3월 1일 대구광역시 지방경찰청 중부경찰서로 개칭
- 2001년 12월 24일 중부경찰서에서 대구중부경찰서로 개칭

## 관할 지구대·파출소
| 명칭       | 사진 | 주소              | 관할구역 | 치안센터                      |
| ---------- | ---- | ----------------- | -------- | ----------------------------- |
| 동덕지구대 |      | 공평로 46         |          | 동인치안센터 대봉치안센터     |
| 서문지구대 |      | 국채보상로99길 12 |          | 서문시장치안센터 역전치안센터 |
| 남산지구대 |      | 달구벌대로 2048   |          | 남문치안센터 신남치안센터     |
| 중앙파출소 |      | 중앙대로 382      |          |                               |

## 같이 보기
- 대구광역시지방경찰청